# Villamanta
Villamanta és un municipi de la Comunitat de Madrid. Limita amb els municipis de Villamantilla, Villanueva de Perales, Navalcarnero i El Álamo.

## Demografia
| 1991 | 1996 | 2001 | 2004 |
| ---- | ---- | ---- | ---- |
| 1185 | 1499 | 1663 | 1852 |